# Puerto Madero
Puerto Madero é um dos bairros da cidade de Buenos Aires, capital da Argentina. Pertencente à Comuna 1, o bairro possui uma área de 5,03 km² e tinha uma população de 6.726 habitantes em 2010, sendo 3.611 homens e 3.115 mulheres. A localização próxima à zona central de Buenos Aires, a existência de uma reserva ecológica e a proximidade com o Rio da Prata fazem de Puerto Madero um dos bairros mais valorizados da capital argentina.
A maior parte do bairro está situada em uma ilha, interligada à porção continental da cidade por seis pontes que cruzam quatro diques. A oeste, Puerto Madero faz fronteira com os seguintes bairros portenhos: La Boca, Monserrat, San Nicolás e San Telmo. Grande parte da área de Puerto Madero é ocupada pela Reserva Ecológica de Buenos Aires.
O local onde o bairro está inserido foi, entre o final do século XIX e o início do século XX, uma área portuária. A revitalização da região onde o bairro localiza-se, iniciada na década de 1990, foi um dos projetos de renovação urbana mais bem sucedidos do mundo, sendo referência para outros projetos em outros países. Puerto Madero recebeu, nos últimos anos, construções projetadas por diversos arquitetos de renome, dentre eles César Pelli, Norman Foster, Philippe Starck e Santiago Calatrava.
O bairro recebeu o nome Puerto Madero em homenagem a Eduardo Madero, que foi um comerciante portenho. Madero foi o responsável por elaborar três projetos para a construção do porto de  Buenos Aires, dos quais um fora aprovado pelo presidente argentino Julio Argentino Roca em 1882 e construído onde hoje localiza-se o bairro de Puerto Madero.
Segundo um estudo feito pela plataforma Properati publicado em 2018, Puerto Madero é apontado como o bairro mais exclusivo e procurado da América Latina. De acordo com o estudo, o valor médio do metro quadrado de apartamentos com dois ou três quartos no bairro é de US$ 7.038, o mais caro levando em consideração os valores de outros bairros pesquisados como Ipanema e Vila Nova Conceição. Segundo a Properati, a fase final da urbanização de Puerto Madero e os altos custos da construção na Argentina são os principais fatores responsáveis pela acelerada valorização do bairro na década de 2010.

## História

### Área portuária

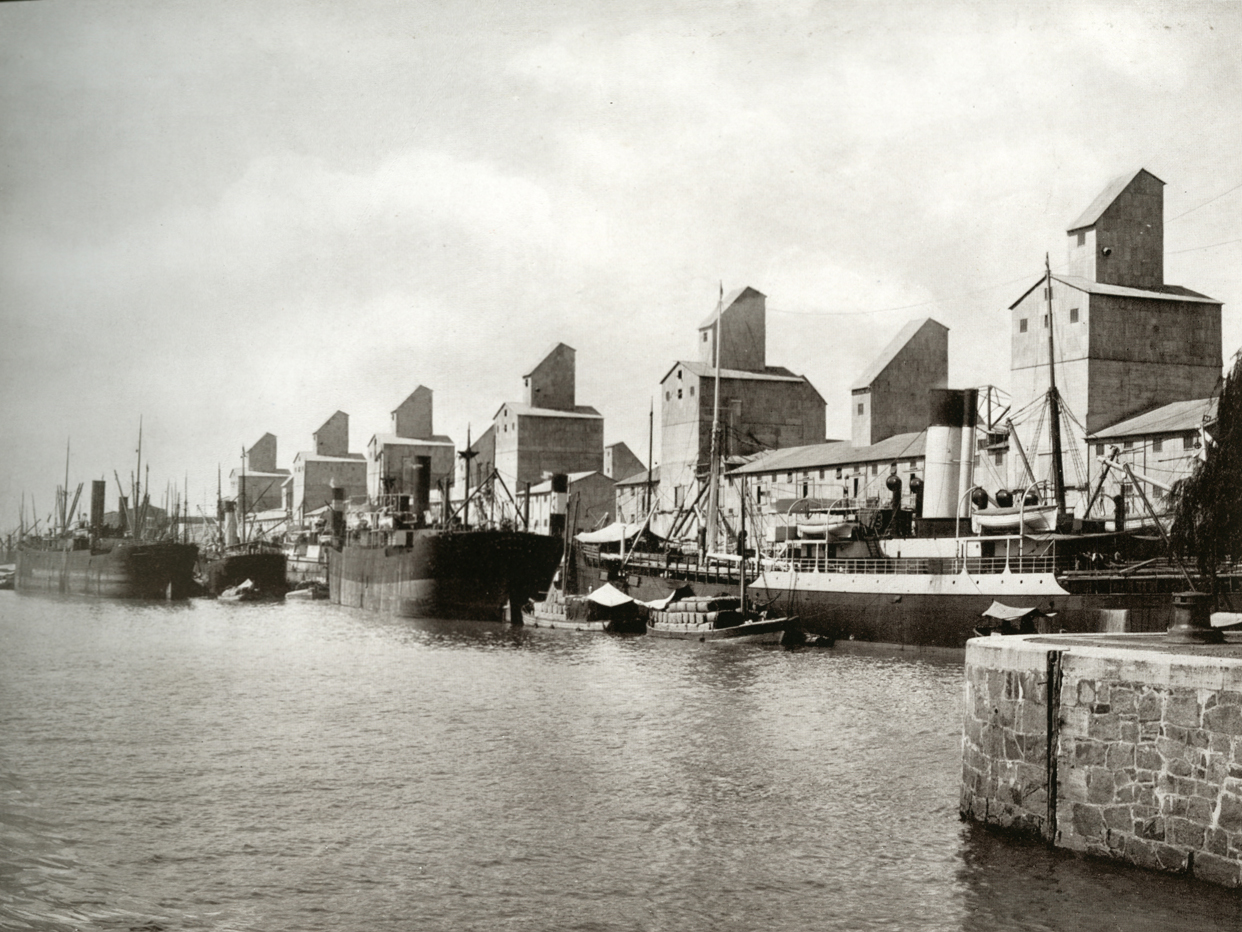
Elevadores de grãos situados no lado leste do dique n.º 2, em 1910.

Devido à baixa profundidade da foz do Rio da Prata, a cidade de Buenos Aires antigamente possuía problemas relacionados ao descarregamento de navios nas proximidades continentais. Os navios, até meados do século XIX, tinham que desembarcar passageiros e mercadorias em embarcações menores para que pudessem chegar em terra pois não existiam docas na capital argentina. No final do século XIX, a América Latina vivia o auge do modelo agroexportador e existia a real necessidade da existência de um grande porto para que a Argentina pudesse exportasse sua produção para os países da Europa.
Em 1882, o Governo da Argentina contratou o engenheiro Eduardo Madero, que hoje dá nome ao bairro, para ser encarregado da construção de um porto em Buenos Aires. O projeto de Madero consistia na construção de quatro diques fechados, interconectados mediante pontes, e de duas docas, baseado em diversos portos construídos em situações semelhantes nos Países Baixos. A construção do porto, denominado Puerto Madero, iniciou-se em 1º de abril de 1887 e foi realizada pela empresa inglesa Thomas Walker & Co. As obras foram concluídas em 31 de março de 1898, quatro anos após o falecimento de Eduardo Madero. Considerado um marco da engenharia na época, o porto apresentava fisionomia similar ao porto de Londres.
No entanto, uma década após a inauguração do porto, as instalações tornaram-se obsoletas devido ao surgimento de grandes navios cargueiros. Por causa disso, o engenheiro Luis Huergo propôs a criação de um novo setor para o porto, que fora denominado Puerto Nuevo, consistindo de docas em forma de pente. O setor planejado por Huergo, concluído em 1928 e que opera até os dias atuais, tornou a área de Puerto Madero desvalorizada e como consequência iniciou-se um processo de degradação das redondezas do antigo porto que durou até o final da década de 1980.

### Bairro de Buenos Aires

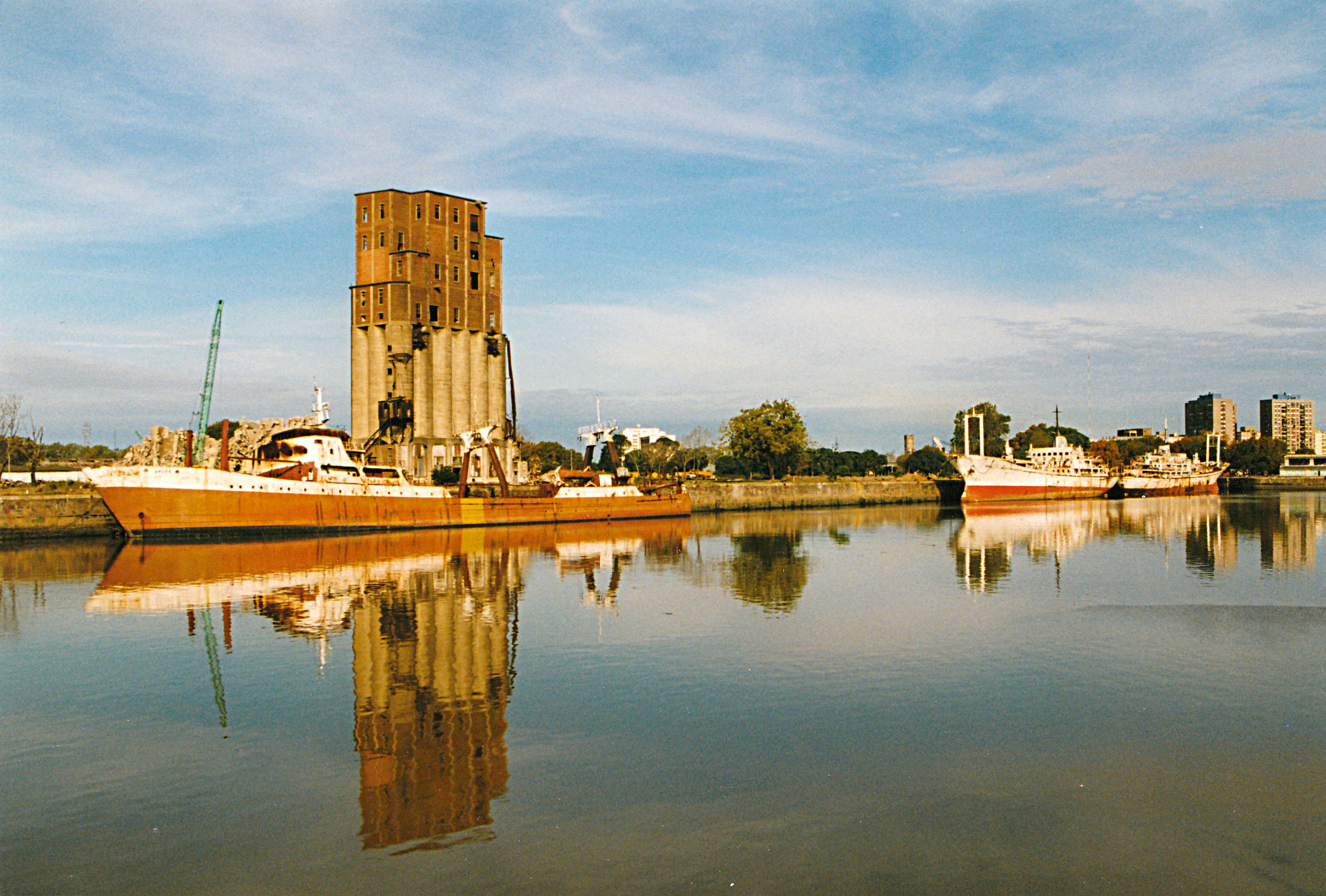
Ruínas de um elevador de grãos, em 1999.

Ao longo do século XX, diversos planos para a área do antigo porto, que propunham desde a demolição das instalações até a reurbanização do setor, foram propostos, porém nenhum deles vingou. No dia 15 de novembro de 1989, o Ministério de Obras e Serviços Públicos da Argentina, o Ministério do Interior da Argentina e a Prefeitura de Buenos Aires assinaram o ato de constituição de uma corporação denominada Corporación Antiguo Puerto Madero S.A. (Capmsa), criada com a finalidade de transformar a antiga área portuária em um novo bairro por meio de uma parceria público-privada. O ato determinava que a prefeitura da cidade seria a responsável pela regulamentação do desenvolvimento urbano do setor.

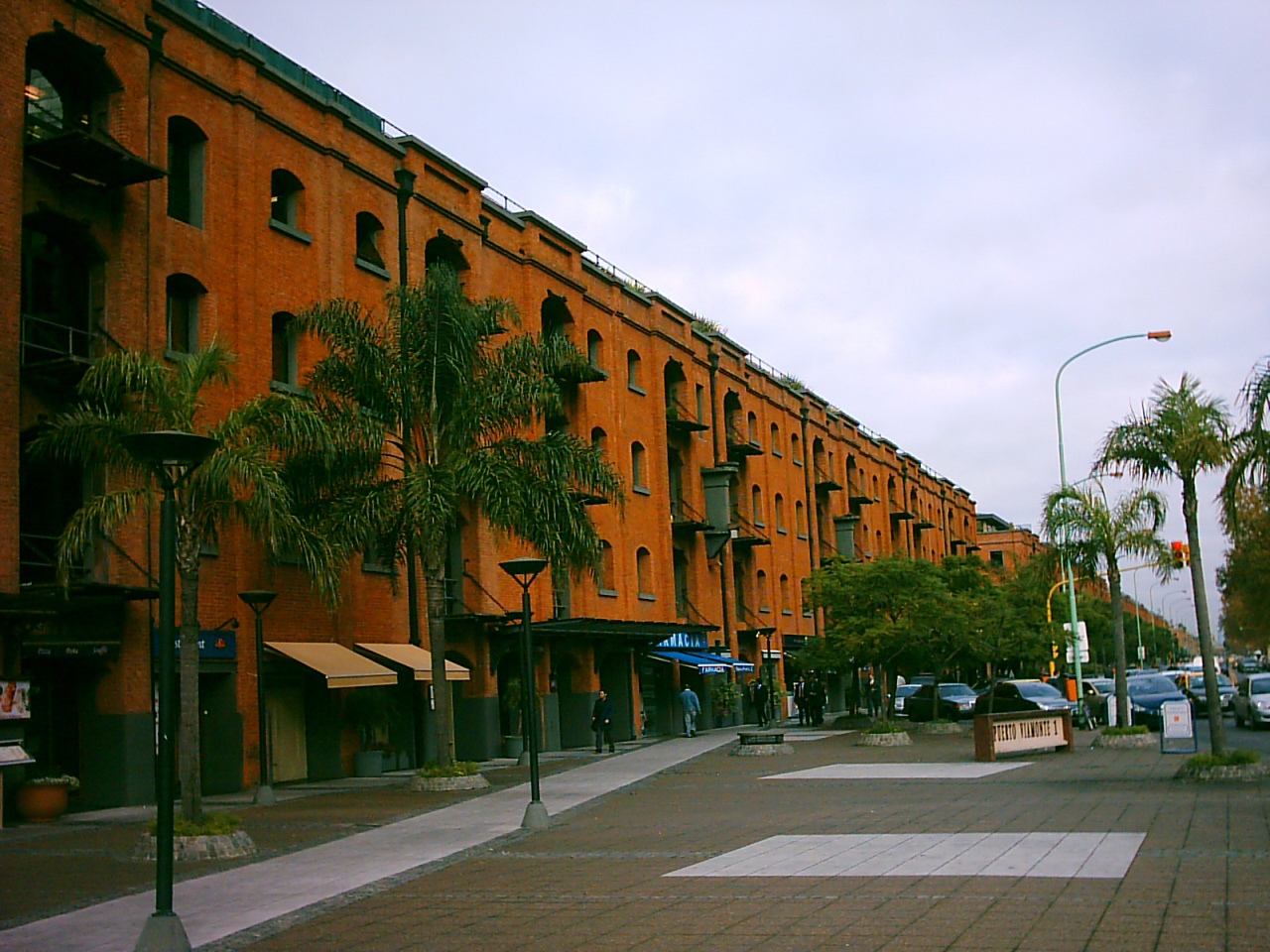
Puerto Madero em 2005

Para que o projeto fosse executado, a prefeitura de Buenos Aires estabeleceu contato com a prefeitura da cidade espanhola de Barcelona, que havia executado um projeto de grande impacto urbano durante o processo de preparação para os Jogos Olímpicos de Verão de 1992. Ambas cidades formaram um grupo de estudos para a elaboração do plano de revitalização da área de Puerto Madero com profissionais de diversas áreas. Em 1991, houve a convocação um concurso nacional de ideias visando a urbanização do espaço a ser revitalizado. Em fevereiro de 1992, foi anunciado os três projetos vencedores do referido concurso. Conforme o estabelecido pelas regras do concurso, representantes de cada uma das propostas reuniram-se para constituir uma nova equipe, responsável por traçar o plano diretor do novo bairro. A transformação de Puerto Madero em bairro foi a maior obra do gênero realizada na América Latina até então e contou com um investimento total de cerca de US$ 1 bilhão por parte do Estado. Na área, foram estabelecidas diversas ruas e avenidas que, posteriormente, receberam nomes de influentes mulheres latino-americanas. Também foram inseridos no novo bairro portenho dois grandes parques, amplos boulevards, passeios públicos e monumentos.
Durante a década de 1990, houve um maciço investimento estrangeiro em Puerto Madero, responsável principalmente pela construção de diversos edifícios no bairro. Os antigos armazéns de grãos e de mercadorias, que conferem elegância, prestígio e identidade ao bairro, foram revitalizados. As fachadas de tijolos dos armazéns, bem como as vigas de ferro fundido, foram conservadas com a finalidade de preservar o valor histórico das construções. Os armazéns do lado continental, por exemplo, foram modificados para se transformarem em residências, escritórios, lofts, universidades privadas, hotéis de luxo e restaurantes. O dinheiro arrecadado com a venda dos antigos armazéns foi reinvestido na revitalização do entorno.
Em 1996, o Conselho Deliberante da Cidade Autônoma de Buenos Aires, por meio da Portaria n.º 26.607, definiu Puerto Madero como o 47º bairro da cidade. Devido à recessão econômica enfrentada pela Argentina entre 1998 e 2002, diversas obras previstas para o bairro foram suspensas. Através da recuperação experimentada pela economia argentina a partir de 2003, houve um novo impulso imobiliário em Puerto Madero. Desde então, novos arranha-céus foram construídos no bairro.

## Infraestrutura

### Educação
No lado continental de Puerto Madero, dentro dos limites do bairro, estão situados os campus centrais da Universidad Católica Argentina (UCA) e do Instituto Tecnológico de Buenos Aires (ITBA), ambas universidades privadas. Já no lado insular do bairro, está situado um centro esportivo do Colegio Nacional de Buenos Aires (CNBA), um colégio público de ensino secundário de Buenos Aires, dependente da Universidade de Buenos Aires (UBA).

### Segurança
Puerto Madero é considerado um dos bairros mais seguros de Buenos Aires devido à presença de policiais da Polícia da Cidade de Buenos Aires e da Prefeitura Naval Argentina nas ruas, bem como de várias câmeras de vigilância espalhadas por diversos pontos do bairro. Vale destacar que Puerto Madero está localizado em uma ilha, ligada ao resto da cidade por seis pontes, todas bem policiadas.

### Transportes

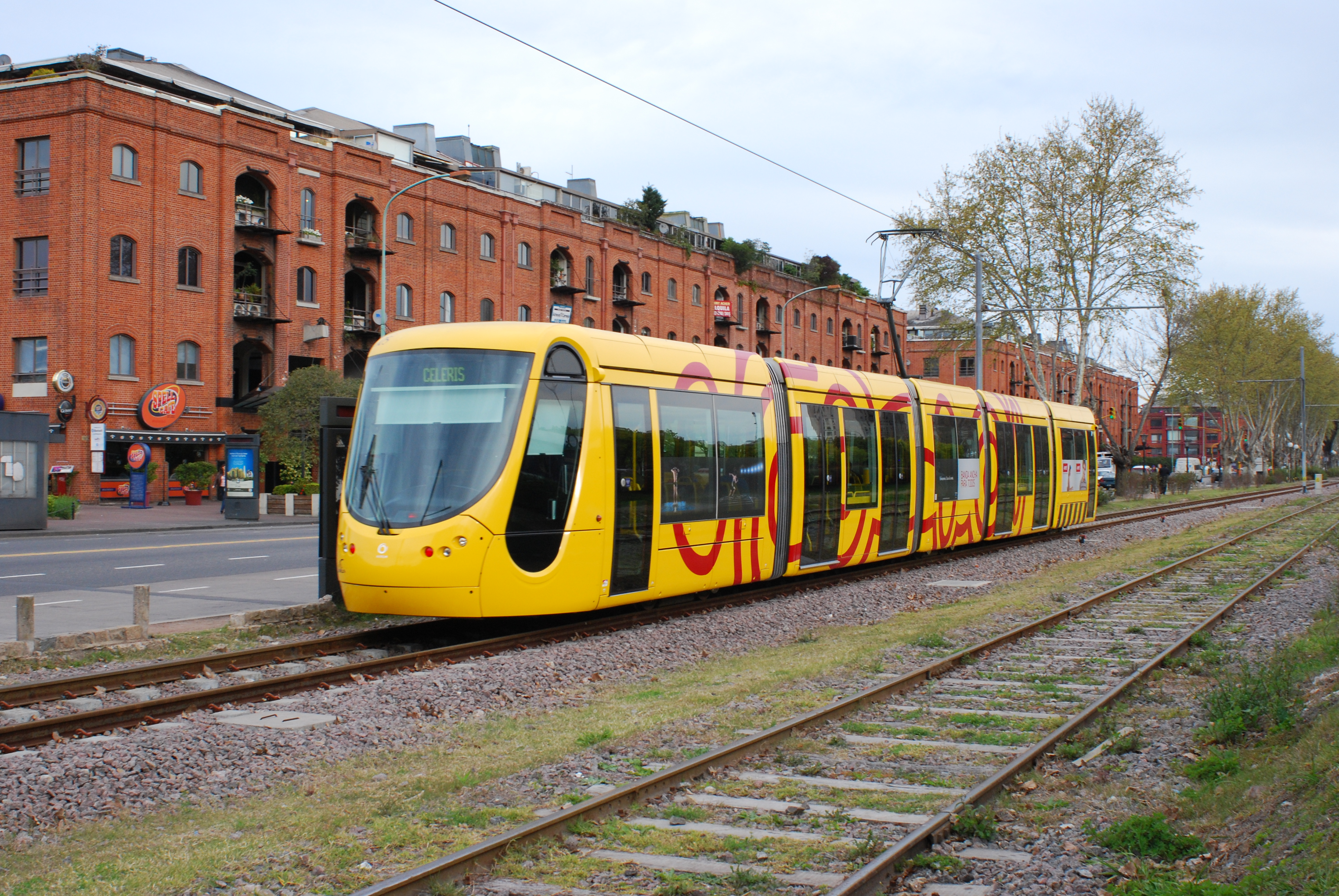
Um dos bondes que compunham a Tranvía del Este

O acesso a Puerto Madero via transporte público pode ser feito: através de linhas de ônibus que circulam nas proximidades, embora nenhuma delas acesse a ilha onde o bairro está situado; por meio das estações do Metrô de Buenos Aires situadas nas proximidades, como a Estação Leandro N. Alem, que atende a Linha B, e a Estação Plaza de Mayo, que atende a Linha A; ou por táxi. O acesso ao bairro é feito por seis pontes, das quais uma se destaca: a Puente de la Mujer, projetada pelo arquiteto espanhol Santiago Calatrava e que atravessa o dique n.º 3. Com 170 metros de comprimento, 6,2 metros de altura e 800 toneladas, trata-se de uma ponte pedonal giratória projetada para permitir a passagem de veleiros que trafegam nos diques de Puerto Madero.
No dia 14 de julho de 2007, foi inaugurada pelo então presidente argentino Néstor Kirchner uma linha de bondes em Puerto Madero, denominada Tranvía del Este. O sistema era composto por 4 estações (Córdoba, Corrientes, Belgrano e Independencia) e estendia-se por cerca de 2,1 km. Cada bonde, que possuía capacidade para 350 passageiros, media 32,52 metros de comprimento e era composto por 5 módulos, 48 assentos fixos e 16 assentos dobráveis. Os bondes eram alimentados com uma corrente contínua de 750 V e alcançavam uma velocidade de 80 km/h. O serviço foi paralisado em outubro de 2012 devido a questões políticas. Em julho de 2016, o governo de Buenos Aires anunciou que a infraestrutura da linha seria desmontada, de modo que parte dos componentes, incluindo material rodante, catenária e semáforos, fosse reaproveitada como parte da infraestrutura do Premetro de Buenos Aires.

## Edifícios

### Arranha-céus
Atualmente, Puerto Madero possui alguns dos maiores arranha-céus da Argentina. Desde 2000, inúmeras torres residenciais e comerciais de até 50 andares foram construídas próximo aos diques no lado insular do bairro. Alguns outros arranha-céus encontram-se em construção. Dentre os edifícios comerciais existentes, podemos citar: o Edifício Telecom, sede da Telecom Argentina; a Torre Madero Office, um edifício com 140 metros de altura de estilo pós-modernista construído entre 2008 e 2011 que possui ou já possuiu escritórios do Banco Industrial e Comercial da China, da Chevron e da Dow Chemical; e a Torre YPF, sede corporativa da Yacimientos Petrolíferos Fiscales (YPF), inaugurada em 2009, com 160 metros de altura e 36 andares.
Já em relação aos edifícios residenciais, situam-se em Puerto Madero: as Torres El Mirador de Puerto Madero, um conjunto de edifícios composto por três torres de 24 andares, totalizando 168 apartamentos; as Torres Renoir, que são dois edifícios de fachadas similares mas de alturas diferentes; as Torres El Faro, um complexo de duas torres de 170 metros de altura e 46 andares interconectadas entre si; o Château Puerto Madero Residence, um edifício de 156 metros de altura e 48 andares de estilo academicista; as Torres Mulieris, que são duas torres que possuem 45 andares e 161,4 metros de altura cada uma; dentre outros.

### Hotéis
Puerto Madero, por ser um dos bairros mais valorizados de Buenos Aires, possui alguns hotéis, a maioria de luxo, para quem deseja hospedar-se na região. No bairro, estão situados três hotéis cinco estrelas, que são: o Hilton Buenos Aires, um hotel da rede de hotéis Hilton Hotels & Resorts que conta com mais de 400 apartamentos, um grande foyer envidraçado de 600 m², um salão de exposições e uma série de salas de conferências; o Faena Hotel Buenos Aires, que funciona em um antigo edifício industrial revitalizado pelo design francês Philippe Starck; e o Hotel Madero, um hotel inaugurado em 2004 que possui 9 andares e 197 quartos, incluindo 28 suítes. Em Puerto Madero também está situado o Alvear Icon Hotel. Outros hotéis encontram-se em construção ou estão planejados para serem construídos.

## Espaços públicos

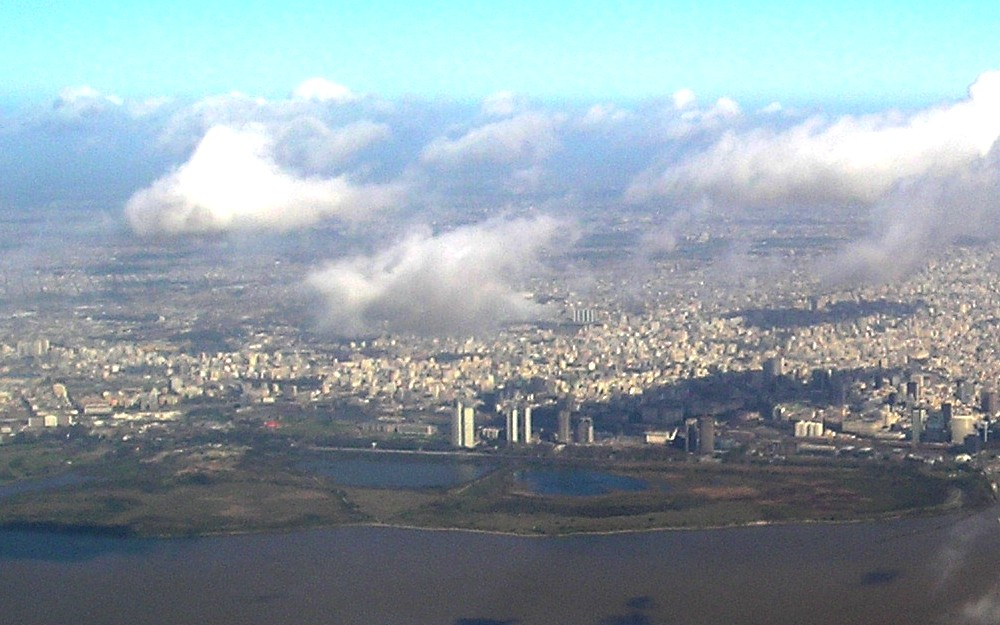
Vista aérea da Reserva Ecológica de Buenos Aires.

No lado leste do bairro, situa-se a Reserva Ecológica de Buenos Aires, também conhecida como Reserva Ecológica Costanera Sur, que é bastante frequentada por quem deseja caminhar, andar de bicicleta, correr ou passar o dia com a família. A reserva ocupa um terreno aterrado de 350 hectares às margens do Rio da Prata, planejado anteriormente para ser uma expansão da zona urbana de Buenos Aires, e possui três grandes lagoas: a Lagoa dos Caxinguis, a Lagoa das Gaivotas e a Lagoa dos Patos. Distintas espécies de anfíbios, aves, mamíferos e répteis, bem como pastagens e bosques, podem ser contempladas por quem circula nas diversas trilhas que atravessam ou circundam a reserva ecológica.
Puerto Madero também possui outras áreas verdes dedicadas ao lazer, menores do que a reserva ecológica, ao longo de sua área urbana: o Parque Eva Duarte de Perón; o Parque Micaela Bastidas; o Parque Mujeres Argentinas; o Parque Raquel Forner; a Praça Campaña del Chaco; dentre outras.

## Cultura

### Esportes

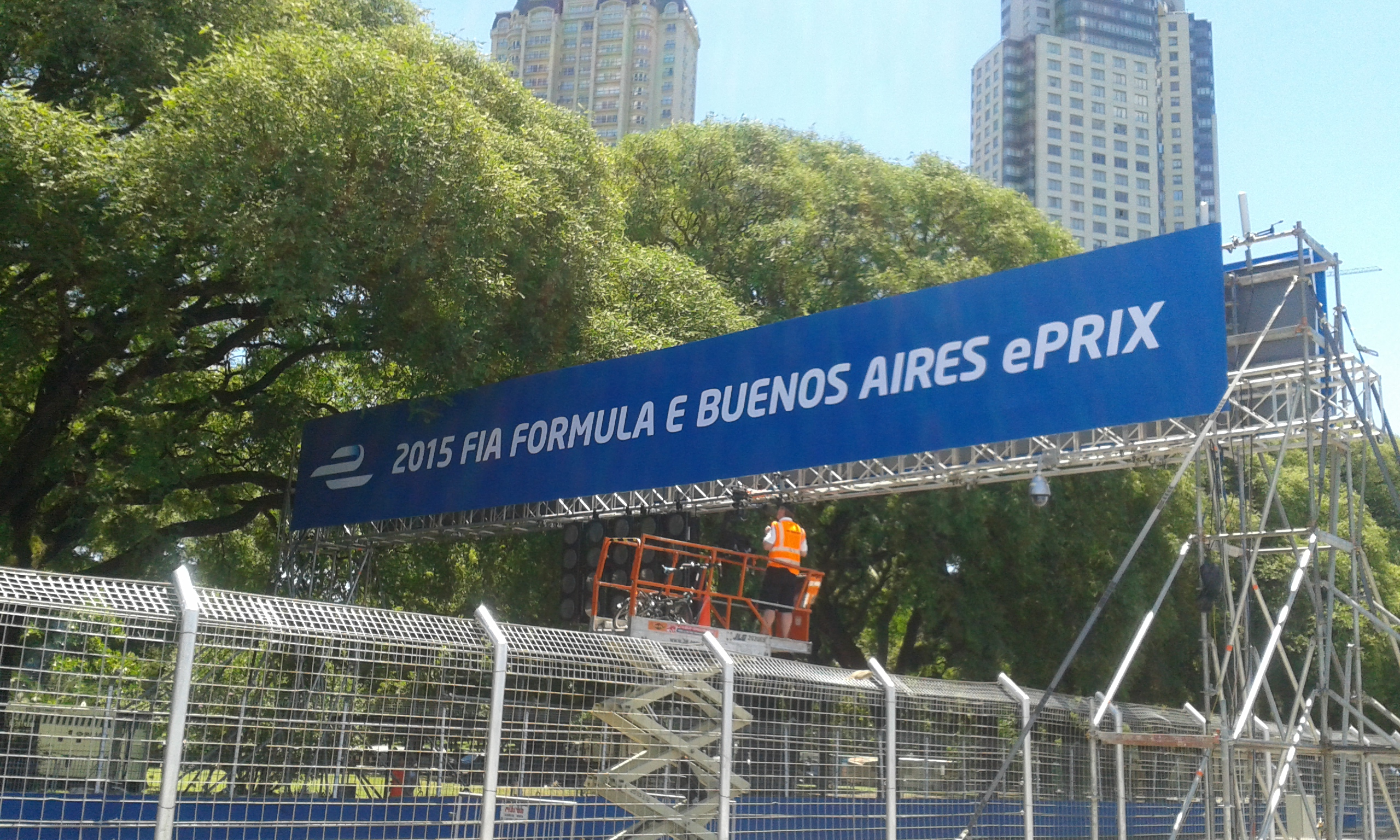
Preparativos para o ePrix de Buenos Aires de 2015.

No bairro situa-se o Circuito de Rua de Puerto Madero, utilizado para sediar corridas da Fórmula E, uma competição de automobilismo organizada pela Federação Internacional do Automóvel (FIA) com monopostos elétricos. O circuito, que possui 2,44 km de extensão, recebeu etapas da categoria entre 2015 e 2017.
Em frente ao dique n.º 1, localiza-se o Fútbol Madero, que consiste em um conjunto de quadras de futebol de grama sintética. Ao sul da Reserva Ecológica de Buenos Aires, localiza-se um terreno, pertencente ao bairro de La Boca e atualmente inutilizado, no qual o Club Atlético Boca Juniors pretendia construir um complexo desportivo que incluiria um estádio com capacidade para 150 mil pessoas. Hoje, o terreno é de propriedade da Inversiones y Representaciones Sociedad Anónima (IRSA), que planeja construir no local um megaempreendimento, denominado Solares de Santa María, que contará com torres residenciais, centros comerciais, hotéis, colégios e docas.
Ao norte da reserva, situa-se o Yacht Club Argentino, um clube de iatismo cujo edifício fora projetado pelo arquiteto francês Eduardo Le Monnier em 1911 para ser a sede social da instituição. Outro clube de iate, denominado YACHT Club Puerto Madero e construído em 1997, está localizado no dique n.º 4.

### Gastronomia
O bairro de Puerto Madero é sede de alguns dos mais interessantes e caros restaurantes de Buenos Aires, a maioria localizado nos passeios públicos que margeiam os diques. Dentre os restaurantes da região, podemos citar: o Cabaña Las Lilas, que se destaca pela qualidade dos cortes de carnes e dos sofisticados pratos; o La Parolaccia Trattoria, um dos principais restaurantes italianos da cidade; o Osaka, um moderno e sofisticado restaurante de culinária oriental; e o Madero Tango, onde os visitantes podem assistir a um espetáculo de tango enquanto jantam.

### Monumentos

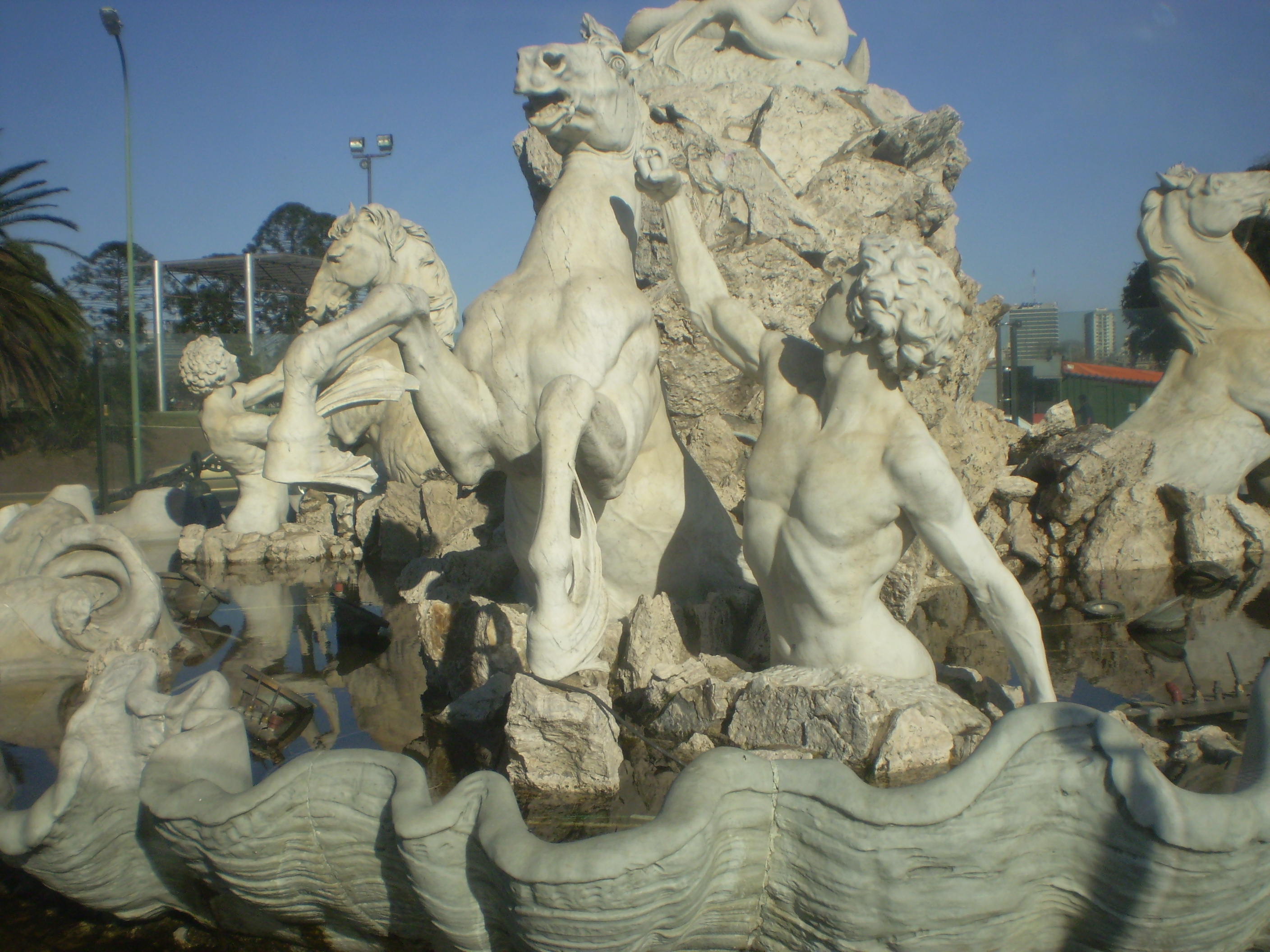
Fonte das Nereidas, obra da escultora argentina Lola Mora.

Diversos monumentos, incluindo estátuas e fontanários, estão situados no bairro de Puerto Madero. No Paseo de la Gloria estão situadas várias estátuas de atletas argentinos de autoria do escultor Carlos Benavidez, conhecido por seus numerosos trabalhos para colecionadores. Os esportistas retratados pelo conjunto de obras são:
- Gabriela Sabatini — ex-tenista e detentora de diversos títulos, tanto individuais quanto de duplas, incluindo uma medalha de prata nos Jogos Olímpicos de Verão de 1988;
- Guillermo Vilas — ex-tenista e dono de quatro troféus de Grand Slam e de 62 títulos do ATP na carreira;
- Hugo Porta — eleito o melhor jogador de rúgbi do mundo em 1985;
- Juan Manuel Fangio — campeão de cinco temporadas da Fórmula 1;
- Luciana Aymar — ex-jogadora de hóquei sobre a grama, quatro vezes medalhista olímpica, que recebeu o prêmio de melhor jogadora do mundo pela Federação Internacional de Hóquei por oito vezes;
- Manu Ginóbili — líder da Seleção Argentina de Basquetebol Masculino nos Jogos Olímpicos de Verão de 2004, ocasião em que foi medalhista de ouro;
- Pascual Pérez — ex-boxeador peso mosca e medalhista de ouro nos Jogos Olímpicos de Verão de 1948;
- Roberto De Vicenzo — campeão de 230 abertos de golfe.

Em Puerto Madero também está situado o Monumento ao Tango, obra da escultora Estela Trebino e do engenheiro Alejandro Coria. Inaugurado em 22 de novembro de 2007, o monumento, com forma de fole e semelhante a um bandoneón, homenageia o tango, gênero musical símbolo da cidade de Buenos Aires. Outro monumento localizado no bairro é a Fonte das Nereidas, obra da escultora argentina Lola Mora. Construído com mármore oriundo de Carrara, a fonte consiste de uma enorme valva, da qual emergem três tritões com seus cavalos, e de uma valva menor, sustentada por duas nereidas e da qual surge Vênus.
Outros monumentos espalhados pelo bairro são: o Monumento ao guarda-costas, obra do escultor Andrés Oscar Mirwald e que se trata de uma homenagem aos militares argentinos mortos na Guerra das Malvinas; o Monumento ao taxista, obra do artista Fernando Pugliese e que representa um taxista ao lado de um modelo Siam Di Tella 1500; e o Monumento à Fangio, que representa Juan Manuel Fangio ao lado de um modelo Mercedes-Benz W196, utilizado pelo piloto nas temporadas de 1954 e de 1955 da Fórmula 1.

### Museus

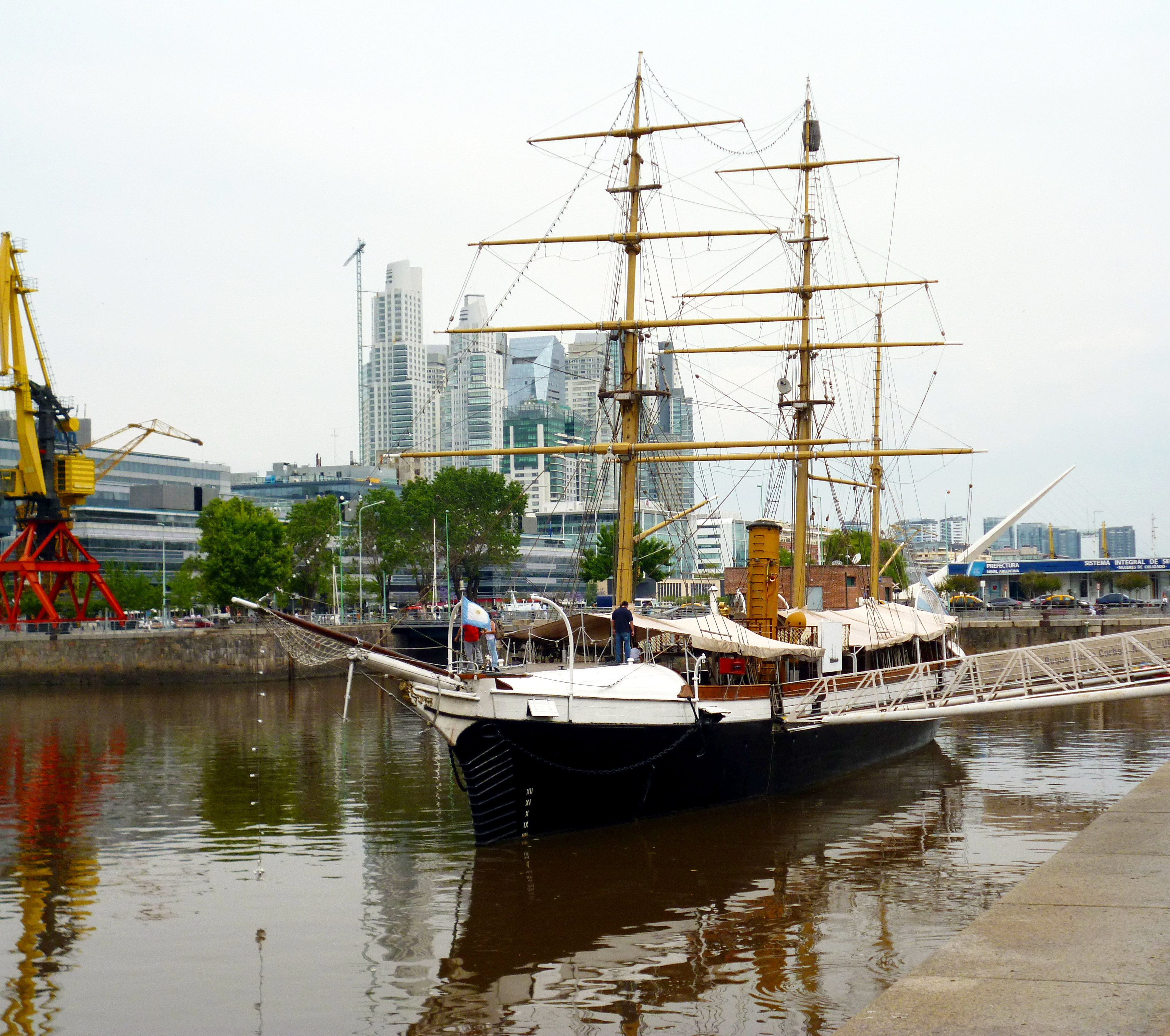
ARA Uruguay no dique n.º 4, em 2014.

Nos diques de Puerto Madero, estão situados dois antigos navios de guerra que foram convertidos em navios-museus: o ARA Uruguay, situado no dique n.º 4; e o ARA Presidente Sarmiento, situado no dique n.º 3. O ARA Uruguay é uma corveta que fora construída na Inglaterra e que hoje é o navio mais antigo da Armada Argentina ainda flutuando, tendo sido oficialmente incorporado à frota naval argentina em setembro de 1874. Já o ARA Presidente Sarmiento é uma fragata que também fora construída na Inglaterra e que serviu como navio-escola da Armada Argentina entre 1899 e 1939, tendo sido construído especificamente para este fim.
Além dos navios-museus, o bairro também conta com outros museus, incluindo algumas galerias de arte: o Museu de Calcos e Escultura Comparada Ernesto de la Cárcova, dedicado à exposição de peças representativas das manifestações mais destacadas da cultura suméria que existiram até o Renascimento, tanto em relevo como em escultura de vulto; a Coleção de Arte Amalia Lacroze de Fortabat, que possui mais de 150 obras de reconhecidos artistas internacionais, bem como de artistas argentinos; o Museu do Humor, que reúne obras de grandes mestres da ilustração e da caricatura, compondo uma valiosa coleção patrimonial do humor gráfico argentino e estrangeiro; o Faena Arts Center, uma galeria de arte contemporânea cujo programa de exibições possui caráter experimental, internacional e dinâmico; e o Museu Nacional da Imigração (MUNTREF), cujo objetivo é destacar a importância histórica, cultural, social e econômica da imigração na Argentina.

## Projetos similares

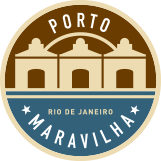
Logo do Porto Maravilha.

Hoje, Puerto Madero é um exemplo internacional de revitalização urbana, sendo referência para projetos de infraestrutura em áreas portuárias de outras cidades. No Rio de Janeiro, um plano de revitalização similar foi implementado na Região Portuária do Rio de Janeiro. O projeto Porto Maravilha, coordenado pela Companhia de Desenvolvimento Urbano da Região do Porto do Rio de Janeiro (CDURP), foi concebido para a recuperação da infraestrutura urbana, das vias de transporte, do meio ambiente e dos patrimônios históricos e culturais em três bairros cariocas: Gamboa, Santo Cristo e Saúde.
No dia 7 de setembro de 2012, representantes da Corporación Antiguo Puerto Madero S.A. (Capmsa) e da Companhia de Desenvolvimento Urbano da Região do Porto do Rio de Janeiro (CDURP) assinaram um convênio de colaboração visando a revitalização da Região Portuária do Rio de Janeiro. Uma equipe de trabalho interdisciplinar foi constituída para definir ações técnicas, políticas e administrativas visando o desenvolvimento de projetos e de estudos sobre a organização dos territórios da região.